# 東北季風
東北季風是因為強大的冷高壓在北半球的秋冬季節盤據蒙古、西伯利亞，順著高壓梯度的空氣流動以及科氏力的影響（加強了行星風系的作用）。在中國東岸，北緯30度以南地區，東北風盛行稱為東北季風。。在中國華北地區風向是西北，華中地區轉為正北，華南以南轉為東北，故稱東北季風。此季風因為發源於陸地上，因此帶來的都是較為乾燥寒冷的氣候，但是若經過海洋攜帶水氣，則容易在迎風面地區降雨，如臺灣北部、海南東北部、越南東岸等地區。東北季風的氣候影響，可及於赤道地區的新加坡一帶。東北季風不等同冷鋒，西南季風不等同暖鋒，雖然兩者間有其相關性。

## 臺灣的東北季風
每年秋季後，高壓在寒冷的歐亞大陸上發展，寒冷而乾燥的空氣自中國海洋吹來，一直到遠離陸地抵達洋面之後，吸收較多的水份。在中國東岸，北緯30度以南地區，東北風盛行(風強而頻率高)稱為東北季風。冬天，高氣壓南下，伴隨前緣的冷鋒面通過東海到達臺灣附近海域時，即帶來東北季風，其風力常相當強勁。臺灣北部及東北部在受東北季風影響的季節裏，經常呈現陰霾有小雨的天氣。

### 東北季風在臺灣造成的特殊景觀現象
臺灣因東北季風造成的有名的氣候現象：風飛沙、九降風，影响住民的生活。而北部山區生物的北降現象則是氣候造成的生態影響。
1. 風吹砂：南臺灣的沙岸在東北季風的吹拂之下，海邊的砂礫堆積在陸地地區的特殊景象，在恆春地區龍磐草原到佳樂水一帶甚為顯著。
2. 九降風：東北季風在登陸北部地區時，遇到迎風面降雨的情形，到達新竹、苗栗一帶的時候，因為先前已有降雨，此時的風就變得又乾又冷，強勁的風力直逼颱風的程度。新竹有名的米粉就是靠著九降風風乾製造的。
3. 北降現象：指原本應出現在高緯度(較北，溫帶)、中高海拔的物種，因地形、氣候原因而出現於低海拔的現象。例如臺灣北部山區(如陽明山系)普遍分布的野鴨椿、山菊原生於中高海拔或較高緯度的溫帶地區，但在陽明山區的低海拔即有分布，主要是受到東北季風的影響。又如，陽明山系山頂(海拔約1000米)的箭竹草原，一般只出現在約2500米以上的高山(臺灣中央山脈)，亦是因東北季風造成的強風及低溫所影響。

### 地方志的記錄[2]
臺灣的志書裡提到先民觀察到的東北季風現象。
《諸羅縣志》：「南風壯而順，北風烈而嚴；南風多聞，北風罕斷...」
《諸羅縣志》：「九月則北風初烈，或至連月，俗稱九降風。」
《淡水廳志》：「重陽前後忌九廟風，又名九降風。凡颶風多挾雨，九降恒不雨。每望浪色如銀，播空疊起，名曰起白馬，不可行。」
《淡水廳志》：「八九月後，雨少風多，其威愈烈，掃葉捲籜，塵沙蔽天，常經旬不止。」

## 香港的東北季風
九月初至中旬，夏季季候風減弱，副熱帶高壓脊開始南下，華北地區的冷性高壓增強，偏北氣流開始從長江北邊向東南移動，東北季候風形成。
當東北季風風力達到強風或以上程度，香港天文台便會發出強烈季候風信號。